# Island i olympiska sommarspelen 1972
Island deltog i de olympiska sommarspelen 1972 i München med en trupp bestående av 25 deltagare, men ingen av landets deltagare erövrade någon medalj.